# Lester Moré
Lester Moré Henninghom (ur. 13 września 1978 w Ciego de Ávila) – kubański piłkarz występujący na pozycji napastnika.

## Kariera klubowa
Moré karierę rozpoczynał w 1996 roku w zespole FC Ciego de Ávila. W ciągu 11 lat zdobył z nim 2 mistrzostwa Kuby (2001, 2003). W 2008 roku uciekł do Stanów Zjednoczonych. Tam kontynuował karierę w zespole Charleston Battery z ligi USL First Division, stanowiącej drugi poziom rozgrywek. W 2009 roku odszedł do portorykańskiego klubu River Plate Puerto Rico. W 2010 roku wrócił jednak do Stanów Zjednoczonych, gdzie został graczem drużyny Los Angeles Azul Legends. Po sezonie 2010 zakończył karierę.

## Kariera reprezentacyjna
W reprezentacji Kuby Moré zadebiutował w 1996 roku. W 2003 roku znalazł się w drużynie na Złoty Puchar CONCACAF. Rozegrał na nim 3 spotkania: z Kanadą (2:0, dwa gole), Kostaryką (0:3) i Stanami Zjednoczonymi (0:5), a Kuba odpadła z rozgrywek w ćwierćfinale.
W 2005 roku ponownie wziął udział w Złotym Pucharze CONCACAF. Na tamtym turnieju, który Kuba zakończyła na fazie grupowej, wystąpił w pojedynkach ze Stanami Zjednoczonymi (1:4, gol), Kostaryką (1:3) i Kanadą (1:2).
W 2007 roku Moré po raz trzeci został powołany do kadry na Złoty Puchar CONCACAF. Zagrał na nim tylko w meczu z Meksykiem (1:2), a Kuba odpadła z turnieju po fazie grupowej.
W latach 1996–2007 w drużynie narodowej Moré rozegrał łącznie 60 spotkań i zdobył 29 bramek.